# Mick Kearin
Mick Kearin, noto anche con il nome Mike (Kildare, 9 maggio 1943 – 28 luglio 2025), è stato un calciatore irlandese, di ruolo centrocampista.

## Carriera

### Club
Mick Kearin iniziò la carriera con il St Patrick's nella stagione 1962-1963, ottenendo il nono posto finale.
Nella stagione seguente passò ai Bohemians, con cui vinse la Leinster Senior Cup 1965-1966, oltre ad ottenere due terzi posti nel 1965 e 1966.
Nel 1966 venne ingaggiato dallo Shamrock Rovers, società in cui militò fino al 1973 vincendo tre FAI Cup, una League of Ireland Shield, una Dublin City Cup, una Leinster Senior Cup ed una Blaxnit Cup. Con i Rovers partecipò anche a tre edizioni della Coppa delle Coppe, venendo eliminato con il suo club tutte le volte ai sedicesimi di finale.
Con i Rovers, nell'estate 1967, Kearin disputò il campionato nordamericano organizzato dalla United Soccer Association: accadde infatti che tale campionato fu disputato da formazioni europee e sudamericane per conto delle franchigie ufficialmente iscritte al campionato, che per ragioni di tempo non riuscirono ad allestire le proprie squadre. Lo Shamrock rappresentò i Boston Rovers, e chiuse al sesto ed ultimo posto della Eastern Division, con 2 vittorie, 3 pareggi e 7 sconfitte, non qualificandosi per la finale (vinta dai Los Angeles Wolves, rappresentati dai Wolverhampton).
Nel 1973 tornò al Bohemians con cui ottenne nella stagione 1973-1974 il secondo posto finale e l'accesso alla Coppa UEFA.
L'anno seguente passò all'Athlone Town, con cui conquistò un altro secondo posto e ottenendo nuovamente l'accesso alla Coppa UEFA. Kearin si ritirò dall'attività agonistica al termine della stagione.

### Nazionale
Giocò un incontro con la nazionale dell'Irlanda nel 1971 nelle qualificazioni al campionato europeo di calcio 1972 nell'incontro perso per 6-0 contro l'Austria, venendo sostituito al 53º minuto da Damien Richardson.

#### Cronologia presenze e reti in Nazionale
| Cronologia completa delle presenze e delle reti in nazionale ― Irlanda | Cronologia completa delle presenze e delle reti in nazionale ― Irlanda | Cronologia completa delle presenze e delle reti in nazionale ― Irlanda | Cronologia completa delle presenze e delle reti in nazionale ― Irlanda | Cronologia completa delle presenze e delle reti in nazionale ― Irlanda | Cronologia completa delle presenze e delle reti in nazionale ― Irlanda | Cronologia completa delle presenze e delle reti in nazionale ― Irlanda | Cronologia completa delle presenze e delle reti in nazionale ― Irlanda |
| Data                                                                   | Città                                                                  | In casa                                                                | Risultato                                                              | Ospiti                                                                 | Competizione                                                           | Reti                                                                   | Note                                                                   |
| ---------------------------------------------------------------------- | ---------------------------------------------------------------------- | ---------------------------------------------------------------------- | ---------------------------------------------------------------------- | ---------------------------------------------------------------------- | ---------------------------------------------------------------------- | ---------------------------------------------------------------------- | ---------------------------------------------------------------------- |
| 10-10-1971                                                             | Linz                                                                   | Austria                                                                | 6 – 0                                                                  | Irlanda                                                                | Qual. Euro 1972                                                        | -                                                                      | 53’                                                                    |
| Totale                                                                 |                                                                        | Presenze                                                               | 1                                                                      |                                                                        | Reti                                                                   | 0                                                                      |                                                                        |

## Palmarès

### Club
- Coppa d'Irlanda: 3

Shamrock Rovers: 1966-1967, 1967-1968, 1968-1969
- League of Ireland Shield: 1

Shamrock Rovers: 1967-1968
- Dublin City Cup: 1

Shamrock Rovers: 1966-1967
- Blaxnit Cup: 1

Shamrock Rovers: 1967-1968
- Leinster Senior Cup: 2

Bohemians: 1966
Shamrock Rovers: 1969